# Burqa (Nablus)
Burqa (àrab: بُرقه, Burqa) és un vila palestina de la governació de Nablus, a Cisjordània, al nord de la vall del Jordà, 18 kilòmetres al nord-oest de Nablus. Segons l'Oficina Central Palestina d'Estadístiques tenia 4.030 habitants en 2007.

## Història
S'hi ha trobat ceràmica de finals de l'època romana, així com ceràmica d'època romana d'Orient i de la primera època islàmica.

### Època otomana
Burqa fou incorporada a l'Imperi Otomà en 1517 amb tota Palestina, i en 1596 va aparèixer en els registres fiscals com a part de la nàhiya de Jabal Sami del liwà de Nablus. Tenia una població de 15 llars, totes musulmanes. Els vilatans pagaven una taxa fixa de contribució del 33,3% pels productes agrícoles, com blat, ordi, conreus d'estiu, olives, cabres o ruscs, una premsa per olives o raïm, a més dels ingressos ocasionals; un total de 5.132 akçe.
En 1838, Edward Robinson va descriure Burqa com una «gran vila situada en una mena de terrassa al costat de la serralada nord, amb vistes a tota la conca del Sebustieh.» També va assenyalar que la població de la vila era una barreja de musulmans i ortodoxos grecs.
En 1863, Victor Guérin va trobar que la vila tenia un miler d'habitants.
En 1882 el Survey of Western Palestine del Fons per a l'Exploració de Palestina va descriure Burka com a "una gran vila de pedra en una terrassa, amb una bona arbreda d'oliveres i dos rierols cap a l'oest, i una deu al sud. El camí puja el pas a través del poble. Hi ha tanques de cactus pels jardins al nord de la vila, i una era de batre al mig del lloc que és construït de forma desordenada al llarg del costat del turó. Alguns dels habitants són cristians grecs."

### Època del Mandat Britànic
En el cens de Palestina de 1922 organitzat per les autoritats del Mandat Britànic, Burqa tenia 1.688 habitants, 1.589 musulmans i 99 cristians, dels quals 56 eren ortodoxos 41 catòlics romans i 2 anglicans. En el cens de 1931 tenia 448 llars i una població de 1.890 habitants; 1.785 musulmans i 105 cristians.
En 1945, Burqa tenia 2.590 habitants; 2.410 musulmans i 180 cristians, amb 18.486 dúnams de terra, segons un cens oficial de terra i població. D'aquests, 2,451 dúnams eren plantacions i terra de rec, 8,283 usats per cereals, mentre 173 dúnams eren sòl edificat.
Hi havia cristians vivint a la vila fins al 1946, quan es van traslladar a Haifa.

### Després de 1948
Després de la de la Guerra araboisraeliana de 1948, i després dels acords d'Armistici de 1949, Burqa va restar en mans de Jordània. Després de la Guerra dels Sis Dies el 1967, ha estat sota ocupació israeliana.
En 2017 es va acabar la construcció d'un centre per dones patrocinat per ONU Dones i Noruega que fou anomenat Centre Comunitari de Dones Dalal Mughrabi en honor d'una dona palestina que va ser assassinada en 1978 quan ella amb 8 militants més van segrestar dos autobusos en 1978 a Israel, un incident que es va cobrar les vides de 38 civils dels quals molts eren nens. Com que ella era considerada una terrorista a Noruega, el govern noruec va reclamar el reemborsament dels seus diners perquè no donava suport a la violència.